# Blancherupt
Blancherupt je občina v departmaju Bas-Rhin francoske regije Alzacija.
Leta 2009 je v občini živelo 36 oseb oz. 14 oseb/km².